# فلورس سیرا
فلورس سیرا ای فورتونی (زادهٔ ۲۵ آوریل ۱۹۶۳ – درگذشته در ۱۸ ژانویه ۱۹۹۷) پرستار اسپانیایی و کارگر امدادی برای پزشکان بدون مرز بود که در رواندا توسط جبهه میهن‌پرستان رواندا (RPF) همراه با دو تن از همکارانش، مانوئل مادرازو و لوئیس والتوئنا به قتل رسید. این قتل‌ها همزمان با آغاز محاکمه‌های مربوط به نسل‌کشی رواندا در سال ۱۹۹۴ بود.

## زندگی‌نامه
فلورس سیرا در ترمپ به دنیا آمد و در لاس پالماس زندگی می‌کرد، جایی که به عنوان پرستار در مرکز بهداشتی اسکالریتاس مشغول به کار بود. در سال ۱۹۹۴، او در کمپ پناهندگان موگونا در شرق زئیر، فعالیت می‌کرد. او توسط پزشکان بدون مرز که یک سازمان غیردولتی بود، برای کار در رواندا انتخاب شد به دلیل صلاحیت‌های حرفه‌ای بالا و تجربه‌های پیشین در کمک‌رسانی به رواندا اعزام شد. او در نوامبر ۱۹۹۶ به منطقه دریاچه بزرگ آفریقا منتقل شد تا در یک اقدام اضطراری شرکت کند. او همراه با یک پزشک به نام مانوئل مادرازو از سویل و یک عکاس به نام لوئیس والتوئنا از مادرید کار می‌کرد. پس از اتمام مأموریت، او خواست تا در منطقه بماند و بر روی پروژه‌ای برای کمک به بیمارستان‌های کوچک در آفریقا و به‌ویژه در رواندا که کشوری در وضعیت سیاسی و اجتماعی سختی قرار بود، کار کند. محاکمه‌ها برای جرایم انجام شده در نسل‌کشی رواندا آغاز شده بود. اوایل سال ۱۹۹۷، کشور هنوز درگیر جنگ اول کنگو بود و به نیروهای لوران کابیلا کمک می‌کرد.

## قتل
در شب ۱۸ ژانویه ۱۹۹۷، فلورس سیرا، مانوئل مادرازو و لوئیس والتوئنا (که به عنوان مدیر امور اداری و لجستیک فعالیت می‌کرد) در خانه جدیدی که در روهنگری در شمال‌غرب رواندا، نزدیک مرز با زئیر و اوگاندا مستقر شده بودند، به ضرب گلوله کشته شدند. تعداد نامشخصی از رواندی‌ها نیز در این حمله کشته شدند. سوسورو آویدیلو، چهارمین عضو تیم اسپانیایی، جان سالم به در برد زیرا در گومه، زئیر حضور داشت.

## افتخارات و یادبودها
در اکتبر ۱۹۹۷، دیانگو یک آلبوم جدید با همکاری جاکومو آراگال منتشر کرد و آهنگ «Quan l'amor és tan gran» (وقتی عشق اینقدر بزرگ است) را به یاد لوئیس والتوئنا اجرا کرد.
در سال ۲۰۰۳، یک سازمان مستقر در مانرسا که به پروژه‌های همبستگی اختصاص داشت، با نام «خانه فلورس سیرا برای همبستگی و صلح» ایجاد شد. این سازمان هدف دارد فرهنگ صلح را ترویج دهد و فضایی برای پروژه‌های همبستگی شهر فراهم کند.
در سال ۲۰۰۵، شورای شهر ترمپ یک پارک عمومی را به افتخار او نام‌گذاری کرد. در آوریل ۲۰۰۷، مانرسا با شرکت پاول روسساباگینا، مدیر هتل د میل کولین در کیگالی، که هزاران رواندی را از نسل‌کشی نجات داد و الهام‌بخش فیلم ۲۰۰۴ هتل رواندا بود، به فلورس سیرا ادای احترام کرد. در سال ۲۰۱۵، خانواده فلورس سیرا جایزه سانتی ویدال را از صلیب سرخ مانرسا دریافت کردند که به افراد و نهادها برای تجربه‌هایشان در زمینه همبستگی اهدا می‌شود.

## جایزه بین‌المللی عکاسی انسانی لوئیس والتوئنا
از سال ۱۹۹۷، سازمان غیردولتی پزشکان بدون مرز (شاخه اسپانیایی پزشکان بدون مرز) به‌طور سالیانه جایزه بین‌المللی عکاسی انسانی لوئیس والتوئنا را به یاد لوئیس والتوئنا، مانوئل مادرازو و فلورس سیرا که در رواندا در سال ۱۹۹۷ به قتل رسیدند و مرسدس ناوارو، کارگر امدادی که در بوسنی در سال ۱۹۹۵ به قتل رسید، اهدا می‌کند.